# Zlatý čtyřúhelník

Mapa Indie s vyznačeným dálničním systémem Zlatého čtyřúhelníku

Zlatý čtyřúhelník (Golden Quadrilateral, स्वर्णिम चतुर्भुज) je označení pro systém dálnic v Indii, který spojuje města Dillí, Mumbaí, Čennaí a Kalkata. Jeho celková délka je 5 846 km a je pátou nejdelší silnicí na světě. Vznikl v rámci National Highways Development Project indického ministerstva dopravy mezi lety 1999 a 2012. Cena se odhaduje na 600 miliard rupií.

## Úseky
- Dillí–Kalkata – 1 453 km
- Kalkata–Čennaí – 1 684 km
- Čennaí–Mumbaí – 1 290 km
- Mumbaí–Dillí – 1 419 km

Na Zlatý čtyřúhelník jsou napojena města Ahmadábád, Bengalúr, Bhuvanéšvar, Džajpur, Adžmér, Puné, Váránásí a další.